# G.B.C.-Itla-TV Color

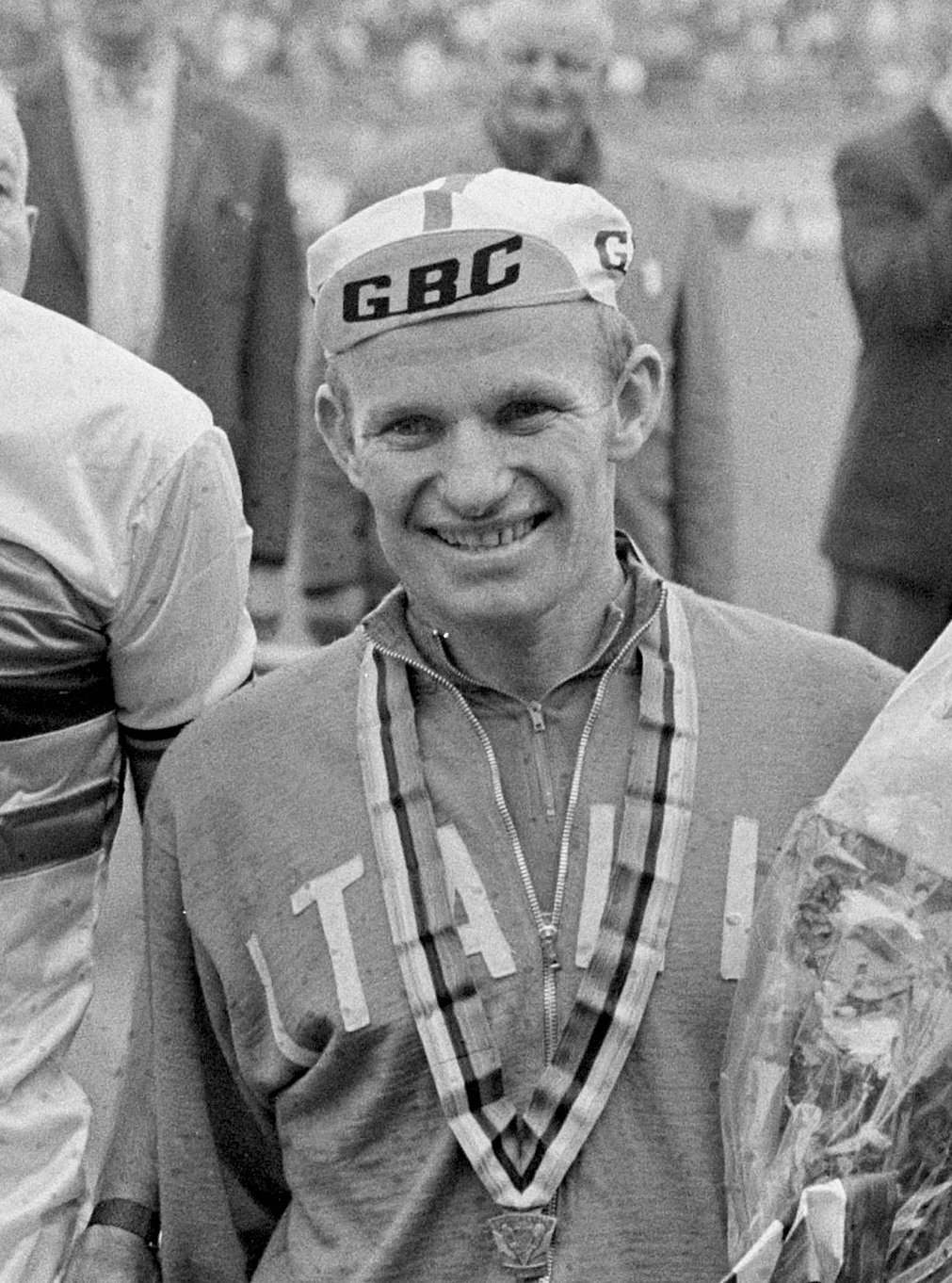
Leandro Faggin bei der Siegerehrung bei der Bahn-WM 1967

G.B.C.-Itla-TV Color war ein italienisches Radsportteam, das von 1963 bis 1977 bestand. Nicht zu verwechseln mit dem belgischen Team G.B.C.-Libertas.

## Geschichte
Das Team wurde 1963 gegründet. In den ersten Jahren lag der Fokus auf dem Bahnradsport. Hier gelangen dem Team einige Erfolge, aber auch bei Sechstage-Rennen waren Fahrer des Teams erfolgreich. Ab 1970 wurde das Team durch Zugänge wie zum Beispiel Rudi Altig in Richtung Straßenwettbewerb umgestaltet. Neben den Siegen gelangen dem Team Platz 2 bei der Tour de Suisse, Platz 4 bei der Tour de Romandie und Platz 10 bei Tirreno–Adriatico. 1971 erreichte das Team Platz 2 bei der Tour de Suisse, Platz 5 bei Tirreno–Adriatico und Platz 5 bei der Meisterschaft von Zürich. 1973 wurde der dritte Platz beim Grosser Preis des Kantons Aargau und der zehnte Platz der Tour de Romandie. 1974 und 1975 konnten keine nennenswerten Erfolge erzielt werden. 1976 konnte der zweite Platz beim Giro del Veneto und Platz 4 beim GP Alghero. 1977 konnte das Team den zweiten Platz bei Gent–Wevelgem, Platz 9 bei Mailand–Sanremo und Platz 14 beim Giro d’Italia erzielen. Nach der Saison 1977 löste sich das Team auf.
Hauptsponsor war von 1964 bis 1973 das italienische Unternehmen G.B.C. (Akronym für Gian Bruto Castelfranchi) welches Import und Vertrieb von elektronischen Komponenten und die Produktion von Unterhaltungselektronik unterhielt. Ab 1974 bis 1975 war ein deutsches Unternehmen für Unterhaltungselektronik mit Sitz bei Stuttgart Hauptsponsor. Ab 1976 bis 1977 war G.B.C. wieder Hauptsponsor.

## Erfolge

### Straße
1968
- GP Campagnolo
- Schweizer Meisterschaften – Straßenrennen

1969
- eine Etappe Giro d’Italia
- Coppa Placci
- Giro delle Valli Aretine

1970
- GP Alghero
- Rund um den Henninger Turm
- eine Etappe Tour de Suisse
- eine Etappe Paris-Nizza
- eine Etappe Vuelta a Mallorca
- eine Etappe Paris–Luxemburg
- Deutscher Meister – Straßenrennen
- Schweizer Meisterschaften – Straßenrennen
- Schweizer Meisterschaften – Einzelzeitfahren

1971
- Schweizer Meisterschaften – Straßenrennen
- zwei Etappen Tour de Suisse
- Tour du Nord-Quest

1973
- Giro della Provincia di Reggio Calabria
- Giro di Romagna

1976
- eine Etappe Niederlande-Rundfahrt

1976
- eine Etappe Belgien-Rundfahrt

1977
- Giro di Romagna

### Bahn
1964
- Weltmeisterschaft – Einerverfolgung
- Italienischer Meister – Einerverfolgung
- Weltmeisterschaft – Steherrennen
- Belgischer Meister – Steherrennen

1965
- Weltmeister – Einerverfolgung
- Italienischer Meister – Einerverfolgung

1966
- Weltmeister – Einerverfolgung
- Italienischer Meister – Einerverfolgung
- Weltmeisterschaft – Sprint

1967
- Italienischer Meister – Einerverfolgung
- Italienischer Meister – Steherrennen
- Weltmeisterschaft – Einerverfolgung
- Weltmeisterschaft – Steherrennen

1968
- Weltmeisterschaft – Sprint
- Schweizer Meisterschaften – Straßenrennen

## Grand-Tour-Platzierungen
| Grand Tour            | 1968 | 1969 | 1970 | 1971 | 1972 | 1973 | 1974 | 1975 | 1976 | 1977 |
| --------------------- | ---- | ---- | ---- | ---- | ---- | ---- | ---- | ---- | ---- | ---- |
| Vuelta a EspañaVuelta | –    | –    | –    | –    | 24   | –    | –    | –    | –    | –    |
| Giro d’ItaliaGiro     | 14   | 7    | 19   | 17   | 12   | 6    | –    | –    | 39   | 14   |

## Bekannte Fahrer
- Leo Proost (1964)
- Leandro Faggin (1965–1967)
- Rolf Maurer (1968–1969)
- Louis Pfenninger (1968–1971)
- Aldo Moser (1968–1972)
- Sigi Renz (1969)
- Rudi Altig (1970–1971)
- Dino Zandegù (1972)
- Wladimiro Panizza (1973)
- Alberto Della Torre (1974–1975)
- Gianni Motta (1976)
- Giancarlo Polidori (1976)
- Pietro Algeri (1976–1977)
- Vittorio Algeri (1977)
- Roberto Ceruti (1977)